# Running
A Running (magyarul: Rohanás, a dalszöveg alapján fut) című dal képviselte Magyarországot a koppenhágai 2014-es Eurovíziós Dalfesztiválon Kállay-Saunders András előadásában. A dal a 2014. február 22-én rendezett magyar nemzeti döntőben nyerte el az indulás jogát, ahol egy szakmai zsűri és a nézők szavazatai alakították ki a végeredményt. A dalt maga az előadó szerezte Szakos Krisztiánnal, míg a szöveg magyar verzióját Tabár István jegyezte.
A dal gyors tempójú, a családon belüli erőszakról szól, Kállay-Saunders egyik barátjával megtörtént eseményt mesél el.

## A Dalban
A 2014-es magyar nemzeti döntő fináléjába összesen nyolc előadó jutott be. Kállay-Saunders András dala a zsűritől 30 pontot kapott, így elsőként került be a négyes szuperfináléba. A közönségszavazás lezárása után kiderült, hogy a legtöbb SMS szavazatot is a Running című dal kapta, így Kállay-Saunders András nyerte a 2014-es válogatót és ő képviselhette Magyarországot az 59. Eurovíziós Dalfesztiválon, Koppenhágában.

## 2014-es Eurovíziós Dalfesztiválon
Az Eurovíziós Dalfesztiválra változtatnia kellett a magyar stábnak A Dalban látott színpadképen. Előzetesen megkapták a koppenhágai színpad adatait, ez alapján pedig átalakították a produkciót, majd egy próbafelvételt elküldtek Koppenhágába. A nemzeti döntőn látott zongorázó lány nem vehetett részt a produkcióban, mert egy szabály előírja, hogy csak 16 éven felülik állhatnak a színpadra a dalfesztiválon. Valamint a játékmackó is eltűnt a zongoráról. Viszont összességében nem változott sokat a színpadkép, a zongora megmaradt, de a kislány helyett az egyik háttértáncos játszott rajta. A dal előtt látható képeslapot, kisfilmet márciusban forgatták Budapesten. Kállay-Saunders Rubik-kockákból rakta ki a magyar zászlót a képeslapon. Az M1 május 1-én és május 6-án, Irány Koppenhága! címmel egy riportműsort vetített, melyben a nézők Kállay-Saunders útját követhették nyomon a dalválasztóshow megnyerésétől a Dániába való elutazásig.
A magyar produkció próbái április 29-én és május 2-án voltak.
A dalt Koppenhágában először a május 6-i első elődöntőben adták elő, fellépési sorrendben utolsóként, azaz tizenhatodikként a montenegrói Sergej Ćetković Moj svijet című dala után. A dalfesztivál történetében először fordult elő, hogy Magyarország képviselője az elődöntőben utolsóként adhatta elő dalát. Az elődöntőben a dal 127 ponttal a 3. helyen végzett, így továbbjutott a dalfesztivál döntőjébe.
A dalt a május 10-én rendezett döntőben fellépési sorrendben huszonegyedikként adták elő a svájci Sebalter Hunter of Stars című dala után, és a máltai Firelight együttes  Coming Home című dala előtt. A szavazás során 143 pontot szerzett, Montenegrótól a maximális 12 pontot begyűjtve, ez az 5. helyet jelentette a huszonhat fős mezőnyben, ami a második legjobb helyezés, amit magyar versenyző el tudott érni a dalfesztiválok történetében.
A következő magyar induló Boggie Wars for Nothing című dala volt a 2015-ös Eurovíziós Dalfesztiválon.

### A dalfesztiválon látott produkció közreműködői
- Kállay-Saunders András – ének
- Likovics Alexandra – táncos
- Nagy Tibor – táncos
- Cselovszky Rozina – vokál
- Fedor Kyra – vokál

## Fogadtatás

### Kapott pontok
Első elődöntő
| Össz | Szavazó országok | Szavazó országok | Szavazó országok | Szavazó országok | Szavazó országok | Szavazó országok | Szavazó országok | Szavazó országok | Szavazó országok | Szavazó országok | Szavazó országok | Szavazó országok | Szavazó országok | Szavazó országok | Szavazó országok | Szavazó országok | Szavazó országok | Szavazó országok | Szavazó országok |
| Össz | Örményország     | Lettország       | Észtország       | Svédország       | Izland           | Albánia          | Oroszország      | Azerbajdzsán     | Ukrajna          | Belgium          | Moldova          | San Marino       | Portugália       | Hollandia        | Montenegró       | Dánia            | Franciaország    | Spanyolország    |                  |
| ---- | ---------------- | ---------------- | ---------------- | ---------------- | ---------------- | ---------------- | ---------------- | ---------------- | ---------------- | ---------------- | ---------------- | ---------------- | ---------------- | ---------------- | ---------------- | ---------------- | ---------------- | ---------------- | ---------------- |
| 127  | 1                | 3                | 8                | 10               | 8                | 10               | 8                | 8                | 8                | 12               | 4                | 8                | 10               | 10               |                  | 6                | 3                | 10               |                  |

Döntő
| Össz | Szavazó országok | Szavazó országok | Szavazó országok | Szavazó országok | Szavazó országok | Szavazó országok | Szavazó országok | Szavazó országok | Szavazó országok | Szavazó országok | Szavazó országok | Szavazó országok | Szavazó országok | Szavazó országok | Szavazó országok | Szavazó országok | Szavazó országok | Szavazó országok | Szavazó országok | Szavazó országok | Szavazó országok | Szavazó országok | Szavazó országok | Szavazó országok | Szavazó országok   | Szavazó országok | Szavazó országok | Szavazó országok | Szavazó országok | Szavazó országok | Szavazó országok | Szavazó országok | Szavazó országok | Szavazó országok | Szavazó országok | Szavazó országok |
| Össz | Ukrajna          | Fehéroroszország | Azerbajdzsán     | Izland           | Norvégia         | Románia          | Örményország     | Montenegró       | Lengyelország    | Görögország      | Ausztria         | Németország      | Svédország       | Franciaország    | Oroszország      | Olaszország      | Szlovénia        | Finnország       | Spanyolország    | Svájc            | Málta            | Dánia            | Hollandia        | San Marino       | Egyesült Királyság | Lettország       | Észtország       | Albánia          | Belgium          | Moldova          | Portugália       | Izrael           | Grúzia           | Litvánia         | Írország         | Macedónia        |
| ---- | ---------------- | ---------------- | ---------------- | ---------------- | ---------------- | ---------------- | ---------------- | ---------------- | ---------------- | ---------------- | ---------------- | ---------------- | ---------------- | ---------------- | ---------------- | ---------------- | ---------------- | ---------------- | ---------------- | ---------------- | ---------------- | ---------------- | ---------------- | ---------------- | ------------------ | ---------------- | ---------------- | ---------------- | ---------------- | ---------------- | ---------------- | ---------------- | ---------------- | ---------------- | ---------------- | ---------------- |
| 143  | 3                | 5                | 8                | 6                |                  | 10               |                  | 12               |                  | 6                | 7                |                  | 7                |                  | 6                |                  |                  | 5                | 2                | 1                |                  | 3                | 4                | 7                |                    | 1                | 7                | 8                | 7                | 4                | 6                | 7                |                  |                  | 1                | 10               |

### Szakmai fogadtatás
A dalfesztiválon részt vevő és szavazó országok pontjait 50%-ban a zsűri szavazatai, 50%-ban pedig a telefonos szavazók szavazatai tették ki. Az egyes országok zsűritagjainak rangsorain az első helyen végzett a magyar dal, ezek a következők:
| Első elődöntő - Albánia: Edmond Zhulali, Alfred Kacinari - Belgium: Roos van Acker, Yannic Fonderie - Moldova: Andrei Tostogan - Oroszország: Szergej Zsilin, Leonyid Rudenko, Julija Nacsalova - Portugália: Jan Dijck, Marina Ferraz - Svédország: Michael Cederberg, Robert Sehlberg, Sacha Jean-Baptiste, Elli Flemström | Döntő - Azerbajdzsán: Mübariz Tağıyev - Belgium: Yannic Fonderie - Észtország: Rauno Märks - Görögország: Konsztantinosz Pancoglu - Izrael: Chen Aharoni - Észak-Macedónia: Milanka Rashich, Robert Bilbilov, Maja Trpcanovska-Markova - Románia: Nicoleta Matei - Svédország: Michael Cederberg, Oscar Zia |

## Dalszöveg
| She keeps on running, running, running From this crazy life She keeps on running, running, running Never sees the light I can see the angels standing by your side It'll be alright – A Running című dal refrénje angolul | Most már csak rohan, rohan, rohan Őrült élettől, Míg tud, csak rohan, rohan, rohan Messze édentől. Hol van már egy őrangyal, ki óvná Őt, Hova szaladnál. – A Running című dal refrénje magyarul |

## Toplista
| Ország             | Toplista               | Csúcspozíció |
| ------------------ | ---------------------- | ------------ |
| Belgium            | Ultratip Flanders      | 19.          |
| Dánia              | Tracklisten            | 40.          |
| Egyesült Királyság | UK Singles             | 116.         |
| Írország           | Irish Singles Chart    | 92.          |
| Magyarország       | MAHASZ Rádiós Top 40   | 6.           |
| Magyarország       | MAHASZ Editors' Choice | 1.           |
| Magyarország       | MAHASZ Stream Top 40   | 1.           |
| Magyarország       | Class 40               | 4.           |
| Németország        | Media Control Charts   | 93.          |

## Díjak
2006-tól minden évben megszavazza az európai, az amerikai és az ausztrál közönség az ESC Radio Awards győzteseit. Mint, ahogy a dalfesztiválon sem, itt sem lehet saját országra szavazni. 2014-ben Kállay-Saunders András két kategóriában volt jelölve: a legjobb dal és a legjobb férfi előadó kategóriában. A legjobb dal díját 8,8%-kal nyerte meg Kállay-Saunders, a második helyen a svéd Sanna Nielsen állt 8,5%-kal, a harmadik helyen pedig a dalverseny osztrák győztese, Conchita Wurst 7,8%-kal. A legjobb férfi előadó díját 23,9%-kal nyerte meg, megelőzve a Svájcot képviselő Sebaltert (23,2%) és a örmény Aram Mp3-t (12,3%). A dalverseny győztese, Conchita Wurst az előadók között a második helyig jutott (20,7%), míg versenydala a harmadik helyen végzett (7,8%).
Az ESC Radio Awards nyolcéves történetében másodszorra nyert közönségdíjat magyar énekes, 2007-ben Rúzsa Magdi vihette el a legjobb női előadó díját. Kállay-Saunders egyszerre kettő kategóriában is győzedelmeskedni tudott, ezzel ő tartja a rekordot. Elődje, a tavalyi ESC Radio Awards győztese Bonnie Tyler volt, ő is 2 díjat vihetett haza, övé lett a legjobb dal és a legjobb női előadó díja. A 2012-es Eurovíziós Dalfesztivál győztese, Loreen is ezt a 2 díjat nyerte meg.
2014. május 31-én a BRAVO OTTO-díjátdó gálán a Running-ot Az év dalának választották.
| Év   | Ország       | Díj              | Kategória             | Eredmény |
| ---- | ------------ | ---------------- | --------------------- | -------- |
| 2014 | Németország  | ESC Radio Awards | Legjobb dal (Running) | Elnyerte |
| 2014 | Németország  | ESC Radio Awards | Legjobb férfi előadó  | Elnyerte |
| 2014 | Magyarország | BRAVO OTTO       | Az év dala (Running)  | Elnyerte |